# Jiří Marek (cestista)
Jiří Marek (6 gennaio 1940) è un ex cestista cecoslovacco.

## Carriera
Con la Cecoslovacchia ha disputato due edizioni dei Campionati europei (1961, 1967).